# Fernando Báez (Autor)
Fernando Báez (* 1. Januar 1947 in San Félix de Guayana, Venezuela) ist ein venezolanischer Bibliothekswissenschaftler, Schriftsteller, Übersetzer und politischer Aktivist. Sein grundlegendes, 2004 erschienenes Buch „Historia universal de la destrucción de los libros“ (Universalgeschichte der Bücherzerstörung) wurde in zahlreiche Sprachen übersetzt.
International bekannt wurde er durch seine Berichte über die Zerstörung der Nationalbibliothek von Bagdad im Irak-Krieg.

## Leben
1996 erlangte er einen BA in Erziehung mit der Note summa cum laude. Anschließend ab 1999 studierte er Bibliothekswissenschaft. Zu seinen Mentoren zählten der lateinamerikanische Philosoph José Manuel Briceño Guerrero, der Erziehungswissenschaftler Pedro Rincon Gutierrez und der US-amerikanische Klassische Philologe Miroslav Marcovich. Seine akademische Ausbildung schloss er 2002 ab mit seiner Doktorarbeit mit dem Thema Historia universal de la destrucción de los libros (Universalgeschichte der Bücherzerstörung). Diese Doktorarbeit baute er dann zu seinem gleichnamigen Buch aus. 2003 erhielt er den „Vintila Horia“-Preis für Essays für seine Studie über die Geschichte der Bibliothek von Alexandria. Báez unterrichtete Studenten in Venezuela, dort in Caracas, Zulia und Merida; in Guadalajara in Mexiko, in Rio de Janeiro (Brasilien), in Kolumbien, dort in Bogotá, Medellín und Bucaramanga, in Bolivien, dort in La Paz und Santa Cruz de la Sierra, in Spanien (in Madrid, Barcelona, Kastilien, Sevilla und Valencia), in Frankreich in Paris und Lyon, in Kairo (Ägypten), in Amman in Jordanien, in Aleppo (Syrien), in Sydney (Australien) und in London und Cambridge in Großbritannien.

## Werke
- Alejado, Verlag:  Universidad de los Andes, Consejo de Publicaciones; Ed. 1ra edition, 1993, ISBN 978-9802215287 (es)
- La Destruccion Cultural de Iraq: Un Testimonio de Posguerra, Verlag: Flor de Viento Ediciones 2004, ISBN 978-8489644946 (es)
- El traductor de Cambridge, Verlag: Lengua De Trapo, 30. April 2005, ISBN 978-8496080461 (es)
- El saqueo cultural de America Latina. De la conquista a la globalizacion. Verlag:  Debate, 1. Februar 2008, ISBN 978-9708101165 (es)
- Historia da Destruicao Cultural da America Latina, Verlag: Nova Fronteira, 1. Januar 2010, ISBN 978-8520924372 (brasilianisches Portugiesisch)
- Lost Treasures: Burnt books in Baghdad, Verlag: Edubba; 1 edition, 7. Juni 2012 (en)
- Martin Heidegger: vida y polémica, Verlag: Edubba; 5. Juni 2013 (es)
- En defensa de la rebelión global, Verlag: Edubba, 6. Juni 2013 (es) (es)
- Las maravillas perdidas del mundo: Breve historia de las grandes catástrofes de la civilización. Verlag; Océano; 1 edition, 25. Juni 2013 (es)
- Los primeros libros de la Humanidad. El mundo antes de la imprenta y el libro electrónico. Verlag: Lengua de Trapo 2013, ISBN 978-8415174752 (es)
- La hoguera de los intelectuales, Verlag: Edubba, 2 edition, 5. Dezember 2014 (es)

### Universalgeschichte der Bücherzerstörung
- Historia universal de la destrucción de los libros, Verlag: Destino Ediciones, Februar 2004, ISBN 978-8423335961 (es)
- Historia universal da Destruicao dos Livros, Ediouro Editoria, 2006 (pt)[4]
- Histoire universelle de la destruction des livres, Verlag: Editions Fayard 12. März 2008 (fr)
- A Universal History of the Destruction of Books: From Ancient Sumer to Modern-day Iraq, 15. September 2008, ins Englische übersetzt von Alfred MacAdam, ISBN 978-1934633014 (en)
- Storia universale della distruzione dei libri: Dalle tavolette sumere alla guerra in Iraq, Verlag Viella Libreria Editrice, 30. September 2010 (it)
- Obecné dějiny ničení knih, 2013, ISBN 978-80-7294-697-6 (cz)
- Penghancuran Buku dari Masa ke Masa, Juli 2013, ISBN 9789791260244[5]
- Nueva historia universal de la destrucción de libros. De las tablillas sumerias a la era digital. Verlag: Editorial Océano 2013, ISBN 9786077350897 (es)

### Übersetzungen ins Spanische
- Tractatus Coislinianus (Edición bilingue griego y español)[6]
- Los fragmentos de Aristóteles, Ed. del Vicerrectorado Acad., Universität de los Andes 2002, ISBN 9789803890568[7]
- Aristóteles - Poética. Edición en griego, latín y castellano. (Übersetzung der Poetik des Aristoteles durch den Autor ins Spanische), Verlag: Universidad de Los Andes 2003[8]

## Ehrungen
- 2007 Preis der Brasilianischen Stiftung für Kinder- und Jugendbücher für História universal da destruição dos livros: das tábuas sumérias à guerra do Iraque.[9]